# Гонсалес Веласкес, Закариас
Закариас Гонсалес Веласкес (исп. Zacarías González Velázquez; 5 ноября 1763, Мадрид — 30 января 1834, Мадрид) — испанский художник, сын художника Антонио Гонсалеса Веласкеса. 

## Биография
Родился в 1763 году в Мадриде. Обучался живописи сперва у своего отца, а затем, с 1777 года, в Академии Сан-Фернандо где Гонсалес Веласкес-старший являлся ректором. Его непосредственным учителем был муж сестры, Мариано Сальвадор Маэлья. На второй год обучения получил ежегодную премию академии второй степени.
Закончив академию в 1782 году, Закариас покинул класс и почти сразу получил престижный заказ: украсить мифологическими сценами несколько залов в королевском дворце Эль-Пардо. В дальнейшем он также участвовал в росписи Толедского собора, Собора в Хаэне, одной из церквей Мадрида, а также создавал эскизы для Королевской фабрики гобеленов.
Кроме того, художник был известен написанием большого числа портретов, в которых за годы его работы отразился переход от пышного стиля XVIII столетия к ампиру.
С 1793 года Закариас был преподавателем Академии Сан-Фернандо, а в 1828 году занял пост ректора Академии и занимал эту должность вплоть до 1831 года.
Скончался в 1834 году в Мадриде.

## Галерея
- Дочь художника играет на пианино
- Портрет отца
- Автопортрет
- Портрет скульптора Вальехо
- Рыбак
- Распятие